# Nabi Mammadov
Nabi Mammadov (aserbaidschanisch Nəbi Məmmədov; geb. 7. August 1991 in Jabrayil) ist ein aserbaidschanischer Mixed-Martial-Arts-Kämpfer und Sambo-Kämpfer. Er gewann 2018 bei der Sambo-Europameisterschaft die Bronzemedaille.

## Sportkarriere
Mammadov begann im Alter von 9 Jahren Judo zu trainieren und gab sein professionelles Kampfsportdebüt im Alter von 20 Jahren.
2013 trat er zum ersten Mal bei den Sambo-Europameisterschaften in Kasan auf. Er belegte dabei den fünften Platz in der Gewichtsklasse bis 90 kg. Bei der Teilnahme an der Europameisterschaft 2018 in Athen gewann er in der Gewichtsklasse bis 100 kg die Bronzemedaille.
In der MMA wurde er viermal Meister Aserbaidschans.
Laut Tapology belegt Nabi Mammadov den 22. Platz in der Rangliste der am besten bewerteten MMA-Kämpfer im Halbschwergewicht der Caucasus Pro-Männer.

## Kampfstatistik
| Ergebnis   | Gegner           | Event                                                                                 | Kampf                           | Runde | Minute |
| ---------- | ---------------- | ------------------------------------------------------------------------------------- | ------------------------------- | ----- | ------ |
| Sieg       | Fatali Babali    | AFC - Ased Fighting Championship: Contender 6 to Memory Rafet Gulamov Apr / 10 / 2021 | KO                              | 1     | 00:39  |
| Sieg       | Saeid Mardani    | AFC - Ased Fighting Championship: Grand Prix Jan / 25 / 2020                          | TKO                             | 1     | 00:45  |
| Sieg       | Mehdi Jafari     | AFC - Ased Fighting Championship - Series 8 Aug / 11 / 2019                           | KO                              | 2     | 1:15   |
| Niederlage | Nurbek Ismailov  | MMA Kyrgyzstan - Boroda MMA Oct / 10 / 2016                                           | Einreichung (Arm-Dreieck-Choke) | 2     | 4:37   |
| Niederlage | Shahin Ramazanov | GEFC - Grand Prix Azerbaijan Fight Club Mar / 14 / 2015                               | KO (Schlag)                     | 1     | 4:35   |